# Мала Църцория
Мала Църцория (на македонска литературна норма: Мала Црцорија) е село в Северна Македония, в община Крива паланка.

## География
Селото е разположено в областта Славище по течението на река Добровница, северно от общинския център Крива паланка.

## История
В края на XIX век Мала Църцория е българско село в Кривопаланска каза на Османската империя. Според статистиката на Васил Кънчов („Македония. Етнография и статистика“) от 1900 година Мала Църцория е населявано от 350 жители българи християни.
Цялото християнско население на селото е под върховенството на Българската екзархия. По данни на секретаря на екзархията Димитър Мишев („La Macédoine et sa Population Chrétienne“) в 1905 година в Малко Църцория има 520 българи екзархисти.
При избухването на Балканската война в 1912 година 4 души от Църцория (Мала и Голема) са доброволци в Македоно-одринското опълчение.
Според преброяването от 2002 година селото има 112 жители, всички северномакедонци.

## Личности
Родени в Мала Църцория
- Герасим Величков Маджов, македоно-одрински опълченец, 22-годишен, търговец, II клас; 2-рa рота на 2-ра скопска дружина; 1.X.1912 година, ранен на 18.VII.1913 година, орден „За храброст“ IV степен, роден в Голема или Мала Църцория[5]
- Дончо Църцорийски, деец на ВМОРО, минал след Първата световна война на сръбска служба и оглавил контрачета, действаща в Кумановско и Паланечко, роден в Голема или Мала Църцория[6]
- Станойко Ангелов, македоно-одрински опълченец, 30-годишен; земеделец, Кюстендилска друвина, 29.IX.1912 година, роден в Голема или Мала Църцория[7]
- Цене Величков Яковчев (Бабоянов), македоно-одрински опълченец, 22-годишен, тухлар, 1-ва рота на 2-ра скопска дружина, роден в Голема или Мала Църцория[8]